# BR-460

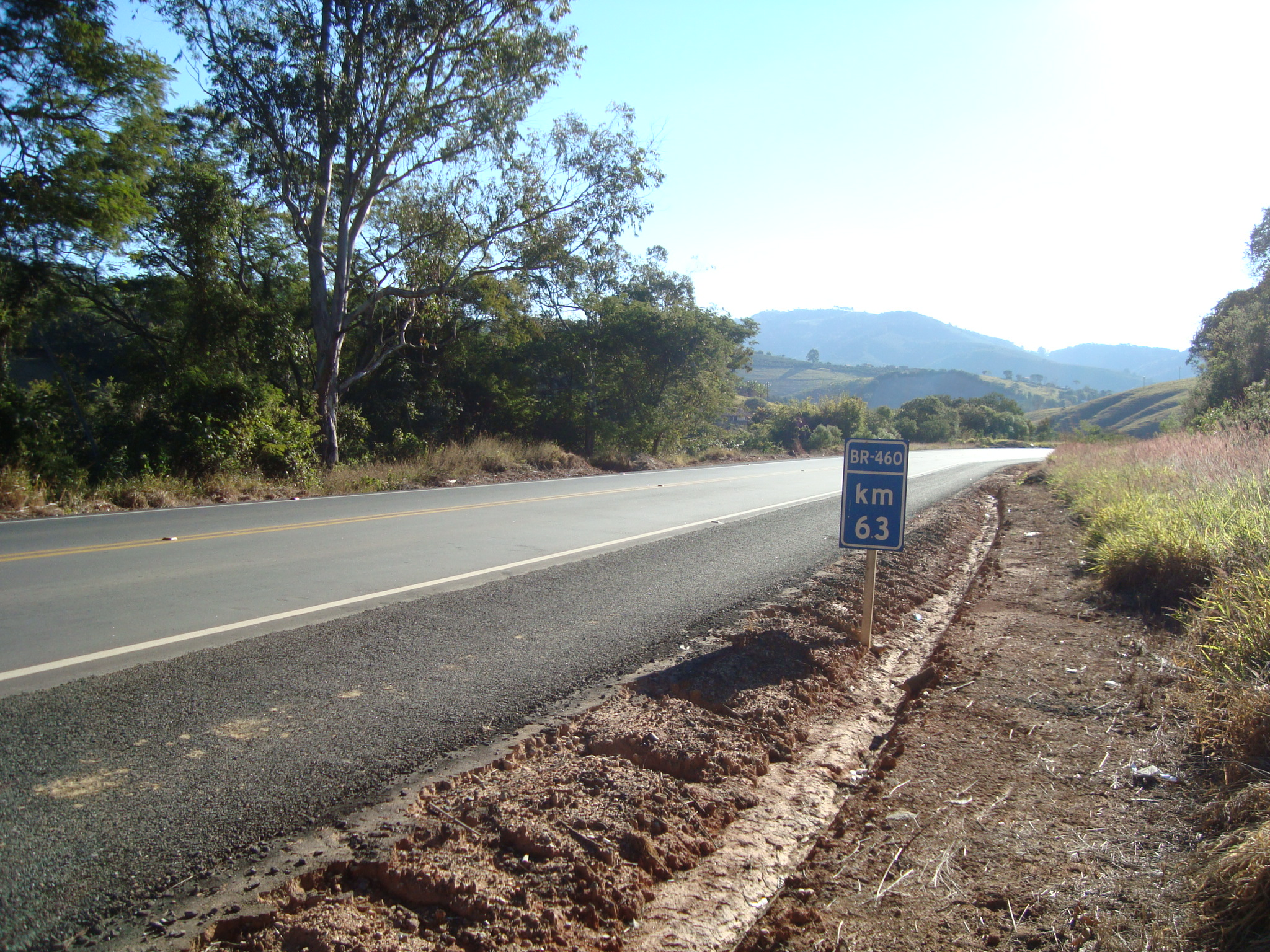
Trecho da rodovia BR-460 na zona rural do município de Carmo de Minas.

A BR-460 é uma rodovia federal de ligação brasileira no estado de Minas Gerais. Com 84 km de extensão, a rodovia faz parte do Circuito das Águas e liga a BR-267 em Cambuquira à BR-354 em São Lourenço. A rodovia está localizada na Mesorregião do Sul e Sudoeste de Minas e passa pelos municípios de Cambuquira, Lambari, Jesuânia, Olímpio Noronha, Carmo de Minas e São Lourenço.